# Лукавец (Смоленская область)
Лукавец — деревня в Хиславичском районе Смоленской области России. Входит в состав Печерского сельского поселения. Население — 23 жителя (2007 год). 
Расположена в юго-западной части области в 16 км к юго-востоку от Хиславичей, в 26 км западнее автодороги А141 Орёл — Витебск. В 26 км восточнее деревни расположена железнодорожная станция Крапивенская на линии Смоленск — Рославль. 

## История
Село Лукавец впервые упоминается в ревизских сказках в 1833 году. Также село уже указано на карте Шуберта 1826—1840 годов.
В 1830—1840-х годах в селе была церковь. В 1857 году о существовании церкви в Лукавце уже не упоминается, а сама деревня «при речке Лукавчик» имела население в 143 прихожанина обоего пола, «белорусского племени» и «помещичьего ведомства». Входила в состав Пирянской волости Мстиславльского уезда Могилевской губернии.
В это время деревня относилась уже к приходской Успенской церкви в селе Печерская Буда. В Успенской церкви служили священник Иосиф Раковский, дьячек Михаил Васильев, пономарь Николай Щукин. Сейчас храм недействующий и находится в полуразрушенном состоянии.
По состоянию на 1834 год деревни Лукавец и Шашки Мстиславского уезда принадлежали помещице Розе Чудовской, на 1858 год — уже Люцине Селляво.
В 1919 году деревня Лукавец, вместе с другими населенными пунктами Мстиславского уезда, была передана из Могилевской в Смоленскую губернию.
В годы Великой Отечественной войны деревня была оккупирована гитлеровскими войсками в июле 1941 года, освобождена в сентябре 1943 года.